# Skövde (comune)
Skövde è un comune svedese di 51 303 abitanti, situato nella contea di Västra Götaland. Il suo capoluogo è la città omonima.

## Località
Nel territorio comunale sono comprese le seguenti aree urbane (tätort):
- Igelstorp
- Lerdala
- Skultorp
- Skövde
- Stöpen
- Tidan
- Timmersdala
- Ulvåker
- Väring
- Varola
- Värsås

## Amministrazione

### Gemellaggi
- Halden
- Ringsted
- Vammala
- Kuressaare
- South Derbyshire